# Delain (Haute-Saône)
Delain ist eine Gemeinde im französischen Département Haute-Saône in der Region Bourgogne-Franche-Comté.

## Geographie
Delain liegt auf einer Höhe von 206 m über dem Meeresspiegel, 15 Kilometer nordnordöstlich von Gray und etwa 48 Kilometer nordwestlich der Stadt Besançon (Luftlinie). Das Dorf erstreckt sich im Westen des Départements, in der Plateaulandschaft nordwestlich des Saônetals, am nördlichen Talrand des Salon.
Die Fläche des 12,20 km² großen Gemeindegebiets umfasst einen Abschnitt im Bereich des Plateaus nördlich des Saônetals. Die südliche Grenze verläuft entlang dem Salon, der hier einen nach Norden ausgreifenden Bogen zeichnet. Er fließt durch eine ungefähr ein Kilometer breite Talniederung, die durchschnittlich auf 202 m liegt, und entwässert das Gebiet nach Osten zur Saône. Vom Flusslauf erstreckt sich das Gemeindeareal nordwärts über die Talaue und einen rund 30 m hohen Steilhang bis auf das angrenzende Plateau. Diese Hochfläche, die auf 240 m liegt, besteht aus einer Wechsellagerung von kalkigen und sandig-mergeligen Sedimenten der oberen Jurazeit. Die westliche Grenze wird durch ein Trockental markiert, das nahe bei Delain ins Tal des Salon mündet. In der Talniederung des Salon und auf dem Plateau herrscht landwirtschaftliche Nutzung vor. Ganz im Norden reicht der Gemeindeboden in die ausgedehnte Waldung der Forêt de Dampierre. Mit 268 m wird auf einer Kuppe beim Gehöft Andrevin die höchste Erhebung von Delain erreicht.
Nachbargemeinden von Delain sind Larret und Fouvent-Saint-Andoche im Norden, Dampierre-sur-Salon im Osten, Denèvre und Montot im Süden sowie Achey und Courtesoult-et-Gatey im Westen.

## Geschichte
Das Gemeindegebiet von Delain war schon sehr früh besiedelt. Zu Beginn des 19. Jahrhunderts wurden Überreste eines römischen Verkehrswegs sowie römische Münzen und Ziegelfragmente entdeckt. Delain wird als Delein, Delen und Delainz erwähnt. Im Mittelalter gehörte das Dorf zur Freigrafschaft Burgund und darin zum Gebiet des Bailliage d’Amont. Die lokale Herrschaft über Delain hatten die Herren von Dampierre inne. Auch die Kommende von Aumonières hatte Grundbesitz im Ort. Im Lauf der Zeit erfuhr das Dorf zahlreiche Besitzerwechsel, bevor es um 1460 an die Herrschaft Rupt kam. Im Jahr 1569 wurde Delain von Truppen des Herzogs von Zweibrücken geplündert und gebrandschatzt. Zusammen mit der Franche-Comté gelangte das Dorf mit dem Frieden von Nimwegen 1678 definitiv an Frankreich. Heute ist Delain Mitglied des 42 Ortschaften umfassenden Gemeindeverbandes Communauté de communes des Quatre Rivières.

## Sehenswürdigkeiten
Die Dorfkirche von Delain wurde 1831 neu erbaut, während der Glockenturm von 1788 stammt. Sie besitzt Mobiliar, Altäre und Gemälde aus dem 18. Jahrhundert sowie Glasmalereien. Das Lavoir, dessen Dach von zahlreichen Säulen getragen wird, wurde 1820 errichtet. Es diente einst als Waschhaus und Viehtränke. 

## Bevölkerung
| Jahr                       | 1962 | 1968 | 1975 | 1982 | 1990 | 1999 |
| Einwohner                  | 187  | 205  | 212  | 207  | 193  | 186  |
| Quellen: Cassini und INSEE |      |      |      |      |      |      |

Mit 190 Einwohnern (1. Januar 2022) gehört Delain zu den kleinen Gemeinden des Département Haute-Saône. Während des gesamten 20. Jahrhunderts wurde ein Bevölkerungsrückgang verzeichnet (1881 wurden noch 406 Personen gezählt).

## Wirtschaft und Infrastruktur
Delain war bis weit ins 20. Jahrhundert hinein ein vorwiegend durch die Landwirtschaft (Ackerbau, Obstbau und Viehzucht) und die Forstwirtschaft geprägtes Dorf. Heute gibt es einzelne Betriebe des lokalen Kleingewerbes, vor allem in den Branchen Holzverarbeitung und Baugewerbe. In den letzten Jahrzehnten hat sich das Dorf zu einer Wohngemeinde gewandelt. Viele Erwerbstätige sind deshalb Wegpendler, die in den größeren Ortschaften im Raum Gray ihrer Arbeit nachgehen.
Die Ortschaft liegt abseits der größeren Durchgangsachsen an einer Departementsstraße, die von Dampierre-sur-Salon nach Champlitte führt. Weitere Straßenverbindungen bestehen mit Gatey und Montot.